# VF-11雷霆式戰鬥機
VF-11雷霆戰鬥機（VF-11 Thunderbolt）是一款出現在日本科幻動畫《超時空要塞》系列故事中的虛構軍事武器，是統合軍在2030年代的主力戰鬥機。VF-11在動畫中的首次登場是在1990年出版的OVA作品《Macross Plus》，之後亦時常出現於在諸多遊戲主機上，或與超時空要塞有關的射擊遊戲中。雖然VF-11是一款虛構的飛機，但背景卻參考自兩款實際存在的戰機，分別是來自蘇霍伊公司的Su-27戰鬥機之基本設定，與援引自共和飛機公司在第二次世界大戰期間生產的雷霆式戰鬥機之命名。

## 概要
21世紀20年代，做為統合軍新一代主力的VF-4閃電三式與VF-5000已逐漸汰換老舊的VF-1女武神陸續成軍。然而，由於VF-4的大氣圈內性能不盡如人意，而VF-5000對宇宙作戰適應不良，故統合軍開始對新一代的通用機種展開招標，以取代以上兩者的任務。由通用銀河公司的YF-14吸血鬼式戰鬥機及新星重工的VF-X-11競標，最後由後者勝出。
然而，本機的開發並不順利。其開發雖在2022年便已開始，但遲至2028年方才進行第一次試飛。其主要原因，竟然僅僅是由於是否使用前翼的爭論！
之後的事件，發生了對這項爭論產生決定意義的事件。在開發工作的末期之2030年6月2日，爆發了統合軍高官綁架事件。事件中，由馬克斯夫婦分別駕駛裝設與不裝設前翼的VF-X-11各一架進行救援任務並同時進行實戰測試。最後，測試的結果顯示，前翼並不影響飛機加速性能太大，以致統合軍方在加速與迴旋性能的爭論中選擇了後者，方才停止了這項無意義的爭論。
之後，VF-11立即取代了VF-4閃電三式與VF-5000在統合軍A級部隊中的地位，成為了新一代的主力戰鬥機，直至21世紀40年代初期。然而，又由於下一代戰鬥機的開發與生產發生了困難，故經過提升過後的VF-11，在此後仍然擔負統合軍航空聯隊戰力的骨幹。
儘管VF-11贏得了與VF-14的競標，但是VF-14的故事並沒有就此打住。在競標中，前者以較好的可維修性、可獲得性及運用彈性勝出。然而，VF-11的性能卻從未超越後者。在航程、加速、籌載能力上，落敗的VF-14總是壓勝過前者。也就是看中了這一點，使得VF-14在競標失敗後未遭致腰斬的命運，而得以接獲有限的訂單進行少量生產。之後，過去競標失敗者的優秀性能，在21世紀40年代中期的邊境衝突中便獲得了充分的展現，而統合軍方也為了當年的決定嚐到了苦果。

## 主要型號
- VF-X-11：原型機，有裝置與不裝置前翼的兩種構型，前者成為之後量產型的藍本。
- VF-11A：初期量產型，頭部雷射機槍與監視器的的形狀與B型後的不同，由於性能不盡人意，故產量不多。
- VF-11B：真正的第一種量產型，換裝推進力較高的引擎，性能較之前型號有明顯提升，於Macross Plus中登場。
- VF-11C：將B型換裝新型航電系統，外型並無變化，於Macross7中登場。
- VF-11D：教練機，延長機首增加第二個駕駛艙，與單座型不同之人型頭部筴艙。
- VF-11D改：Macross7船團專為ジャミングバーズ而改裝的VF-11D，前座為飛行駕駛，後座為演唱者。

- VF-11MAXL：不知所云的機種，換裝與VF-16相同之FF-2099A發動機，並以大型三角翼取代過去之大角度後掠翼設計。然而，雖空有超越之前型號的機動性能，但這種飛機並沒有武裝，亦無擔任支援任務時所需之支援設備；除當作有錢人的奢侈玩具外，可謂一無是處；統合軍約生產10架，亦有垂直尾翼的型式存在。
- VF-11MAXL改：Macross7船團中米蓮的座機，外觀極度女性化。
- QVF-11：靶機，主要由老舊的B/C型改裝而成，移除駕駛艙改以AI控制，因此飛行性能較一般機型高，配置一門機砲。

## 後記
- 由於在動畫故事登場時，本機的性能已不先進。再加上之後的故事的發展，使一般觀眾對這架飛機產生了"槍靶""消耗品"的錯誤印象。事實上，在Macross Plus中主角戴森勇所駕駛VF-11B，在執行各項作戰任務時，都有不俗的表現。證明了造成這種誤解的造成，僅僅是因為這架飛機在系列動畫作品中沒能夠成為主角的緣故。

- 2030年代末期AVF測試競標時，統合軍方曾以加掛兩具大型火箭引擎的VF-11B擔任追蹤任務。然而，在推重比兩倍於目標機的狀況下，VF-11竟不能對目標順利進行追蹤！究其原因，乃是因為飛控限制了飛機的性能，不使其做出超越機身結構極限之動作，並非動力不足所造成。

## 注解／參考來源
1. ↑  一喜, 田中 (编). . 東京: 小学館. 1995-03-01: 69–71. ISBN 978-4091015815.
2. ↑  20世紀80年代後，隨著數位化飛控的導入，許多過去必須使用特殊氣動外型或加裝控制面才能解決的問題或要求，早已可藉由飛控程式的撰寫加以解決與達成。故前翼加裝與否，根本是一個不值得討論的問題。
3. ↑  Macross7中敵方的FZ-109即是由擄獲的VF-14改裝而成，讓Macross7船團面臨危機

- . GA Graphic. 2010年6月2日. ISBN 978-4-7973-5693-9.

### 外部連結
- Macross Compendium
- VF-11 Entry
- Macross Nexus